# Andrate
Andrate là một đô thị ở tỉnh Torino trong vùng Piedmont, có vị trí cách khoảng 50 km về phía bắc của Torino, nước Ý. Tại thời điểm ngày 31 tháng 12 năm 2004, đô thị này có dân số 487 người và diện tích là 9,3 km².
Andrate giáp các đô thị: Settimo Vittone, Donato, Nomaglio, Borgofranco d'Ivrea, và Chiaverano.